# Alvare Ier du Kongo
Alvare Ier, ou Nimi a Lukeni lua Mvemba en kikongo et D. Alvaro Ier en portugais, est le septième roi chrétien du Kongo.

## Origine
Alvare né vers 1530 est le fils de Dona Isabel Lukeni lua Mvemba, seconde fille du roi Alphonse Ier, et d'un noble inconnu. Quand le roi Henri Ier, qu'elle a épousé, entreprend sa campagne fatale contre Makoko, il confie le pouvoir à Alvaro Nimi a Lukeni qui, lorsqu'il est tué, est désigné comme roi avec le consentement de tous et succède ainsi à son cousin et beau-père en 1567.

## Début du règne
À son avènement, il écrit d'abord au roi du Portugal pour renouveler l'ancienne alliance religieuse et politique.
Il s'adresse ensuite à l'évêque de Saint-Thomas (São Tomé) que les troubles avaient empêché de paraître au Kongo, et l'autorité de ce prélat portugais rétablit la tranquillité dans le royaume et le bon ordre dans le clergé. Celui-ci avait déjà été obligé sous le règne de Jacques Ier de prendre quelques mesures de rigueur dans l'intérêt de la discipline ecclésiastique.
Alvare donne toute sa confiance à des jeunes gens qu'emporte la fougue des passions. François Bullamatare, son parent, déclame ouvertement être contre la religion parce qu'elle défend d'avoir plus d'une femme. Il produit une impression sur un peuple qui, de tous ses anciens usages, regrettait surtout la polygamie. Ce courtisan meurt à un âge peu avancé, et malgré son apostasie, le roi le fait inhumer dans la cathédrale Sainte-Croix. La légende dit que pendant la nuit on entendit un grand bruit, et que le lendemain on s'aperçut avec horreur que le cadavre du chrétien scandaleux en avait été arraché. Cet événement si extraordinaire ne convert[incompréhensible] pas le roi.[réf. nécessaire]

## Invasion controversée des Jagas
Dans la présentation classique, les « Jagas », peuple féroce de l'intérieur, identifié habituellement aux Yakas de la région de Mbata qui avaient ruiné par leurs pillages la plupart des pays voisins, envahissent le Kongo par la province de Batta. Après avoir battu l'armée d'Alvare, ils atteignent la capitale ; le roi en sort avec quelques troupes peu nombreuses pour résister à un ennemi nombreux. Il est contraint de se retirer avec la noblesse dans une île du fleuve Congo. Les habitants de Mbanza-Kongo sont obligés de fuir dans les montagnes : l'ennemi entre dans la ville sans résistance et la brûle. Les Jagas se divisent ensuite en plusieurs armées pour se répandre dans différentes provinces, générant ainsi une affreuse misère. La plus grande partie des habitants errent dans les lieux déserts pour éviter le fer de ces ennemis, et périssent de faim et de maladie. La noblesse elle-même, retirée avec le roi, est en butte à la famine et à la peste : on donnait un esclave pour un morceau de viande ; les pères vendaient leurs enfants pour se procurer la subsistance d'un jour, et se trouvaient le lendemain dans la nécessité d'en vendre un autre. Ces victimes étaient achetées par les Portugais de l'île Saint-Thomas, qui les troquaient contre des provisions. Ils acceptaient volontiers l'esclavage dans la seule vue d'obtenir de quoi soulager leur faim. Le roi Alvare Ier implore le secours du roi Sébastien Ier de Portugal, en reçoit en 1573 un corps auxiliaire de 600 soldats commandés par Francisco de Gouveia qui bat les Jagas en plusieurs rencontres, et le rétablit dans sa capitale après un an et demi de combats.
Une interprétation de l'historien Joseph C. Miller remet en cause cette présentation « classique » des faits et récuse cette pseudo invasion des « Jagas », qui ne serait qu'une invention destinée à justifier l'intervention directe des Portugais dans une guerre de succession afin de placer Alvare Ier, leur candidat, sur le trône du Kongo. Pour Joseph C. Miller , le groupe Jagas qui a envahi Mbanza Kongo en 1568 n'est probablement pas un groupe « d'étrangers », mais des sujets du roi Alvare Ier, aidés peut-être par des Tékés, et les « cannibales » Jagas ont été inventés par les missionnaires, les esclavagistes et le gouvernement portugais pour justifier leurs propres actions en cet endroit de l'Afrique. Pour lui, la présence des Jagas est le produit d'une mythologie européenne basée sur l'Ancien Testament. Il met aussi l'accent sur le fait que, dans plusieurs autres cas, Filippo Pigafetta suggère que les péchés du Kongo proviennent du fait que celui-ci se détourne du christianisme, raison pour laquelle les Kongos ont été punis par diverses catastrophes allant des guerres aux pestes.
John K. Thornton  indique qu'il existait plusieurs groupes Jagas (Jagas du Niari, Jagas de l'ancienne province du Kongo « Mbamba », Jagas du Kwango et les Imbangalas) et que le mot Jaga décrit une façon de vivre et non un groupe ethnique. De plus, les Jagas de l'ancienne province du Kongo « Mbamba » sont distincts des Jagas qui avaient envahi Mbanza Kongo en 1568 et emprunté le nom Yaka.
Pour François Bontinck, ce sont seulement des Kongos qui avaient envahi Mbanza Kongo. En effet, à cette époque, il y avait une guerre de succession au trône, cette guerre de succession a donné aux Portugais l'occasion  d'intervenir dans les affaires intérieures du royaume de Kongo et cette intervention portugaise a été justifiée comme une aide apportée au « gouvernement légitime » contre les ennemis extérieurs.
Le mot « Jaga » pour les Portugais signifiait « vagabond » et « sans origine ». Il serait une déformation du mot Kongo « Yaka », qui était un titre d'honneur attribué aux guerriers du royaume de Kongo. On peut retrouver ce mot dans la phrase Kongo suivante des descendants de M'panzu : « Beto, mayaka mbata; mayaka mpunza, mayaka mbele. » (Traduction : « Nous, nous attrapons les coups, les flèches et les épées. »). Le verbe kuyaka en kikongo signifie « attraper au vol ». D'après les traditions orales, l'ethnie Yaka est composée des populations ayant fait partie du royaume du Kongo et des Lundas,,,,,,.
Magang-Ma-Mbuju et Mbumb Bwass disent que les Punus viennent du peuple appelé « Jagas » et proviennent du Kasaï et du Zambèze. Selon eux, ce sont les Punus qui avaient envahi le royaume de Kongo en 1568 et c'est sous le nom de Jagas que les Punus se seraient fait connaître dans le royaume de Kongo . Ils ajoutent que le repoussement de ces Jagas par les Kongos et Portugais aurait entraîné la dispersion du groupe ethnique. Claude Hélène Perrot dit qu'avant la parution de l'ouvrage de ces deux auteurs, de nombreuses études consacrées au problème Jagas ont démontré que ce groupe guerrier était d'origines diverses, B.M. Batsikama et M. Ipari avaient conclu que les envahisseurs de Mbanza Kongo en 1568 étaient des populations d'origine Kongo. Les Punus migrèrent vers le sud du Gabon au XVIIIe siècle et auraient migré en République du Congo au XVIe siècle.

## Rétablissement
Alvare aurait d'abord voulu, par « gratitude », faire hommage de son royaume à son bienfaiteur et le reconnaître pour son suzerain. Sébastien refusa généreusement cette offre, et se contenta d'être le protecteur de celui qui demandait à être son vassal. Alvare Ier, dans une circonstance moins importante, se comporte ensuite envers son bienfaiteur d'une manière au moins inconsidérée. Le roi de Portugal, informé qu'il existait au Congo des mines d'or et d'argent, envoya deux personnes pour les découvrir et étudier le moyen d'en tirer parti ; mais Alvare donna aux explorateurs de fausses indications, qui les déroutèrent.
Il avait été conseillé ainsi par un prêtre portugais, nommé François Barbuto, qui lui avait fait comprendre qu'il était contraire à ses intérêts de faire connaître les mines aux Portugais. Les commerçants de cette nation ayant perdu cette espérance de gain rapide, négligèrent le Kongo et tournèrent leur commerce sur d'autres régions ; alors les occasions manquèrent pour le passage des missionnaires, la mission se trouva presque déserte et la foi mal cultivée.
Les ambassadeurs d'Alvare Ier faisaient des instances au Portugal pour obtenir de nouveaux prêtres ; on répondait par des promesses qu'on ne se hâtait point de réaliser. Les mêmes envoyés étaient chargés de racheter les nègres chrétiens qu'on avait vendus dans le moment de la famine. Mais plusieurs de ces esclaves aimèrent mieux demeurer dans leur condition, au milieu d'un pays chrétien où abondaient les moyens de salut. D'autres, surtout ceux qui étaient d'une naissance distinguée, retournèrent dans leur patrie, et contribuèrent à y soutenir le christianisme. Trois ans se passèrent encore ; enfin on envoya un évêque à l'Île de Saint-Thomas, dont le siège était depuis longtemps vacant ; c'était André de Gliova, Espagnol.
Il avait commission de visiter l'Église du Kongo : c'était vers l'an 1560. Le gouverneur de l'île, prévenu contre ce prélat, le reçut mal, et lorsque Gliova fit voile vers le Congo, il le dépeignit à Alvare comme un ambitieux, d'un caractère superbe et opiniâtre, de sorte que l'entrée de la capitale fut interdite au pontife, qui fut tenu pendant quelques mois dans cet éloignement. Cependant on reconnut la calomnie. Les nuages dissipés, Alvaro envoya le prince héréditaire au-devant de Gliova, qu'il reçut avec honneur. Le prélat consacra huit mois à sa visite pasotrale. Il partit ensuite pour le Portugal, laissant au Congo six prêtres, dont quatre séculiers, et deux religieux. Ce secours ne suffisait pas à la centième partie des besoins.
Alvare, apprenant l'avènement du roi-cardinal Henri Ier de Portugal, en 1578, écrivit à ce prince pour lui demander des missionnaires ; la mort de Henri prévint sa réponse ; mais Philippe II d'Espagne, qui deux ans après, réunit aussi le Portugal sous son sceptre, promit au roi de Kongo les secours spirituels qu'il réclamait.
Alvare fit aussitôt partir un ambassadeur, Sébastien da Costa, qui périt sur les côtes du Portugal.
Il fut remplacé par Edouard Lopez, nommé ambassadeur du Congo à Madrid et à Rome ; ses vues étaient chrétiennes, car il fit vœu de consacrer toutes les richesses qu'il possédait en Afrique à entretenir les prêtres qui se destineraient à l'instruction de la jeunesse du Congo, à bâtir une maison pour cet objet, et un hôpital pour le soulagement et la guérison de tous les pauvres malades chrétiens. Sixte V lui fit le plus grand accueil, mais il ne put terminer son affaire, et fut obligé de le renvoyer au roi d'Espagne de qui il dépendait principalement d'en hâter la solution. Lopez, après avoir fait rédiger la relation de son voyage, retourna, en 1589, au Congo, où il parait qu'il périt. Dans les dernières années d'Alvare Ier, le royaume, privé de missionnaires, puisqu'il n'y avait qu'une douzaine de prêtres au plus pour desservir trente mille localités, reçut quelques secours des Jésuites établis à Saint-Paul. L'incursion des Jagas qui y causa de si terribles ravages, a dû extrêmement diminuer le nombre des Chrétiens, des missionnaires, des églises.

## Postérité
Le roi Alvare Ier meurt en mars 1587; il a comme successeurs ses fils Alvare II et Bernardo II. Il laisse également une fille nommée Léonor Afonso réputée pour sa « dévotion à la Compagnie de Jésus »